# Fridolf Rhudin
Fridolf Rhudin (ur. 10 października 1895 w Munkfors, zm. 6 marca 1935 w Sztokholmie) – szwedzki aktor filmowy i komik.

## Filmografia
- Simon i Backabo (1934)
- Hemliga Svensson (1933)
- Fridolf i lejonkulan (1933)
- Muntra musikanter (1932)
- Pojkarna på Storholmen (1932)
- Skepp ohoj! (1931)
- Falska millionären (1931)
- Kronans kavaljerer (1930)
- Finurliga Fridolf (1929)
- Konstgjorda Svensson (1929)
- Svarte Rudolf (1928)
- Den Sorglustige barberaren (1927)
- Spökbaronen (1927)
- Hon, han och Andersson (1926)
- Mordbrännerskan (1926)
- Styrman Karlssons flammor (1925)
- För hemmet och flickan (1925)
- Flickan från paradiset (1924)
- Folket i Simlångsdalen (1924)
- Närkingarna (1923)
- Fröken på Björneborg (1922)
- Furman śmierci (Körkarlen) (1921)
- Värmlänningarna (1921)
- Carolina Rediviva (1920)
- Erotikon (1920)
- Mistrz Samuel (Mästerman) (1920)